# 中华胡椒鲷
中华胡椒鲷（学名：Plectorhynchus sinensis）为石鲈科胡椒鲷属的鱼类。分布于台湾海峡等，属于近海底层鱼类。其多栖息于沿岸至较深水层的礁石附近。
其种加词“sinensis”意为“中华的”。